# رونالد هوبكينز
رونالد هوبكينز (بالإنجليزية: Ronald Hopkins)‏ هو ضابط أسترالي، ولد في 24 مايو 1897 في Stawell, Victoria ‏ في أستراليا، وتوفي في 24 نوفمبر 1990 في Walkerville, Victoria ‏ في أستراليا.